# 具志川郵便局
具志川郵便局（ぐしかわゆうびんきょく）は沖縄県うるま市にある郵便局。民営化前の分類では集配普通郵便局であった。

## 概要
住所：〒904-2299 沖縄県うるま市平良川90-2

## 沿革
- 1902年（明治35年）12月16日 - 具志川郵便局（三等）として開設[1]。
- 1945年（昭和20年）9月4日 - 具志川郵便局から前原郵便局に改称。
- 1946年（昭和21年）9月2日 - 具志川郵便局に改称。
- 1972年（昭和47年）5月15日 - 沖縄返還に伴い、郵政省沖縄郵政管理事務所管轄の集配特定郵便局である具志川郵便局として設置[2]。
- 1985年（昭和60年）7月1日 - 特定郵便局から普通郵便局に局種別改定。
- 1999年（平成11年） - 外国通貨の両替および旅行小切手の売買に関する業務取扱を開始。
- 2007年（平成19年）10月1日 - 民営化に伴い、併設された郵便事業具志川支店に一部業務を移管。
- 2009年（平成21年）9月28日 - 郵便事業具志川支店が統括する与勝集配センターの廃止に伴い、同支店が取扱業務を承継。
- 2012年（平成24年）10月1日 - 日本郵便株式会社発足に伴い、郵便事業具志川支店を具志川郵便局に統合。

## 取扱内容
- 郵便、印紙、ゆうパック、内容証明
- 貯金、為替、振替、振込、国際送金、外貨両替・トラベラーズチェック、国債、投資信託
- 生命保険、バイク自賠責保険、自動車保険、がん保険、引受条件緩和型医療保険
- ゆうちょ銀行ATM
- 「904-22xx」区域（うるま市（旧具志川市域））の集配業務
- ゆうゆう窓口

## 周辺
- 沖縄県立中部農林高等学校
- 沖縄県立沖縄高等特別支援学校
- うるま市立中央図書館

## アクセス
- 具志川郵便局前バス停（琉球バス交通・沖縄バス）下車、徒歩1分
- 沖縄自動車道 沖縄北ICから東へ約4km
- 駐車場あり：6台